# Solar dos Viscondes
O Solar dos Viscondes, igualmente conhecido como Casa na Rua do Visconde de Ferreira, n.º 17, é um palacete oitocentista situado na vila de Ferreira do Alentejo, em Portugal.

## Descrição
O edifício do Solar dos Viscondes está ocupado por uma unidade de alojamento turístico, no regime de turismo de habitação.
Foi construído no século XIX. Em 1844, nasceu neste edifício o primeiro Visconde de Ferreira do Alentejo, José Joaquim Gomes Nobre de Vilhena, tendo a rua sido posteriormente renomeada em sua homenagem.
Em 2009, o edifício foi alvo de obras de recuperação, durante as quais foram descobertos frescos na zona de entrada.